# Edward Goff Penny
Pour l’article homonyme, voir Penny (homonymie).
Edward Goff Penny (né le 4 septembre 1858 et mort le 1er octobre 1935) fut un avocat et homme politique fédéral du Québec.

## Biographie
Né à Montréal, il entame une carrière publique en devenant conseiller municipal de la ville de Montréal en 1894.
Élu député du Parti libéral du Canada dans la circonscription fédérale de Saint-Laurent en 1896, il ne se représente pas en 1900.
Son père, Edward G. Penny, est sénateur de la division d'Alma.